# La dama joven (momia)
La Dama Joven o The Younger Lady son nombres informales con los que se conoce a una momia descubierta en 1898 por el arqueólogo Victor Loret en la tumba KV35 del Valle de los Reyes, en Egipto.
Actualmente los estudios y evidencias científicas han demostrado, a través de pruebas de ADN, que esta momia corresponde a la madre del faraón Tutankamón, siendo además hija del faraón Amenofis III y de la reina Tiy. Se había especulado en un momento dado que la momia podría ser el cuerpo de Kiya o la reina Nefertiti, lo que el arqueólogo Zahi Hawass del Museo del Cairo descartó.
El análisis paleogenético de su momia arrojó que su linaje materno (ADNmit) es el caucasoide-europeoide K. (Clan de Katrina).

## Descripción
A pesar de los daños sufridos por los saqueadores de tumbas, que le arrancaron el brazo derecho y hundieron el pecho, la momia presenta un buen estado de conservación, y su método de embalsamamiento se corresponde con la Dinastía XVIII a la que pertenece la época de Amarna. Pertenece a una mujer de 1,58 m de altura, muerta con poco más de veinticinco años y de rasgos particularmente finos que en un principio se le atribuyeron a Nefertiti. Aparece rapada, pero originalmente lucía peluca. Presenta una gran hendidura en el rostro, en la mandíbula izquierda, con fractura de esta y pérdida de dientes. 
En principio se creyó que era otro daño producido por los antiguos ladrones, pero análisis modernos descubrieron que fue provocada antes de la muerte y fue letal, sugiriendo una agresión violenta y súbita con participación de terceros con un elemento contundente y penetrante, probablemente un hacha. También se halló una herida sin cerrar bajo el pecho izquierdo correspondiente a una puñalada.
Presenta además cierta deformación en sus rótulas y espalda debidas tal vez al proceso de momificación. La característica más notable son sus rasgos finos, que sugieren que en vida pudo haber poseído una notable belleza. Esta característica llevó a que la arqueóloga británica, Joann Fletcher, la señalara en 2004 como perteneciente a Nefertiti, sin embargo, pruebas posteriores descartaron esta asignación. 
A la momia se le ha dado la designación KV35YL 61072 (YL de Younger Lady) y actualmente se encuentra en el Museo Egipcio de El Cairo, aunque es trasladada ocasionalmente.

## Registro histórico
Marianne Eaton-Krauss ha llamado la atención sobre la llamativa ausencia de la Dama Joven en los registros conocidos del Antiguo Egipto. No se ha hallado un solo relieve, pintura, estatua, inscripción u objeto con su nombre. La tumba de Tutankamón, KV62, contenía numerosos recuerdos de su vida y reinado, pero ninguno de los artículos menciona a su madre.
El contraste es total al recordar el destacado papel que ejercieron sus inmediatas predecesoras como reinas madre influyentes y con gran presencia durante el reinado de sus hijos: Tiaa sirvió como reina madre de Tutmosis IV, Mutemuia como reina madre de Amenhotep III y Tiye como reina madre de Akenatón. Probablemente Tutankamón no tuvo una reina madre a su lado como apreciada consejera porque su progenitora había muerto cuando subió al trono.
A pesar de que la Dama Joven fue hija de un faraón (Amenhotep III), consorte de un segundo faraón (Akenatón) y madre de un tercero (Tutankamón) ella misma no fue una figura relevante. La egiptóloga Willeke Wendrich considera probable que fuera una esposa secundaria o concubina, no una esposa principal.

## Suposición sobre Kiya
La identidad de la momia también se postuló que fuera de la favorita del rey Akenatón, la rival de «La bella que ha llegado», Kiya. Sin embargo, la momia fue identificada mediante análisis de ADN en 2010 como hija de Amenofis III y la gran esposa real Tiy y por tanto una hermana plena de Akenatón, siendo descartadas Nefertiti y Kiya por no poseer el título «Hija del Rey», aunque los defensores de la teoría de Kiya afirman que tampoco sería improbable, porque varios de sus títulos fueron usurpados por Meritatón, hija del monarca Akenatón.

## Reconstrucción facial
El 7 de febrero de 2018 una reconstrucción facial de la Dama Joven, creada por la paleoartista francesa Élisabet Daynès, fue presentada en el séptimo episodio de la cuarta temporada de Expedition Unknown, titulado «Grandes mujeres del Antiguo Egipto». Fue criticada por mostrar el busto con un ancho collar y la famosa corona azul de Nefertiti, sugiriendo una identificación con ella.